# Sveta Fumija (otok)
Sveta Fumija je otočić južno od Čiova, najveći u Splitskom kanalu. Leži južno od zapadnog dijela Čiova, od kojeg je udaljena oko 220 metara. Zapadno se nalaze otoci Kraljevac i Zaporinovac. Na otoku se nalazi Crkva sv. Eufemije, po kojoj je otok i dobio ime.
Površina otoka je 276.183 m2, duljina obalne crte 2696 m, a visina 32 metra.

## Znamenitosti
- Crkva sv. Eufemije, zaštićeno kulturno dobro

## Vanjske poveznice
|  | Zajednički poslužitelj ima još gradiva o temi Sveta Fumija (otok) |